# Can Mariner (Horta)
Can Mariner (antigament Can Ferrer i inicialment Mas de Fàbrica) és una masia situada a la confluència dels carrers d'Horta i del Vent del barri d'Horta de Barcelona, catalogada com a bé cultural d'interès local. Actualment hi ha la biblioteca pública del mateix nom.

## Història
Els Horta volien aconseguir el títol de parròquia per a la seva capella de Sant Joan, però no podien aconseguir-ho pels pocs parroquians i béns que la Capella tenia assignats. Per això el 3 d'octubre de 1200 Pere d'Horta, i Ermessenda, muller de Berenguer d'Horta, donaren a Bernat Ferrer, fill de Pere Ferrer, i a sa muller Guillermina, i a tots els seus successors, el mas de Fàbrica, que després va dir-se can Ferrer i avui can Mariner, amb l'obligació d'habitar-lo, cultivar les terres a l'estil de bon pagès, i cada any fer entrega a l'església de Sant Joan de la quarta part de la collita de blat i la meitat de tots els fruits dels arbres que hi plantessin. D'aquesta manera la casa d'Horta no era l'única que feia delmes a la capella de Sant Joan. El 1260 va ser nomenar el primer rector d'Horta, el distingit i savi clergue Francesc Feixes.
A principis del segle xvi era propietat dels Mariner.
L'any 1870, la finca va ser parcel·lada en petits solars edificables, cosa que va donar lloc al traçat dels carrers que envolten la masia. Hermenegild Mariner i Cuyàs de Bosch, morí el 1874 i els seus hereus la van vendre l'any 1940 als Blanchart.

## Descripció
Té planta baixa, dos pisos i golfes. A l'exterior encara conserva algun element arquitectònic de la construcció primitiva, restaurada el 1949.